# 오산초등학교 (순창군)
오산초등학교는 대한민국 전라북도 순창군 풍산면 대가1길 25-4 (대가리)에 있었던 공립 초등학교이다.

## 연혁
- 1946년 11월 15일 풍산국민학교 대가분교로 설립
- 1950년 7월 15일 오산국민학교로 승격 인가
- 1951년 4월 6일 오산국민학교 개교
- 1984년 3월 2일 병설유치원 설립
- 1996년 3월 1일 오산초등학교로 개칭
- 1999년 9월 1일 풍산초등학교에 통합